# Зоска Верас
Людвика Антоновна Савицкая-Войцек (на беларуски: Людвіка Антонаўна Сівіцкая-Войцік), позната повече като Зоска Верас, е беларуска поетеса, писателка, художничка и общественичка от Украйна, живяла и работила в Минск и Вилнюс.
Известна е с псевдонимите си: Зоска Верас, А. Войцикава, Мама, Мирко, Л. Савицкая, Шара Пташка.

## Биография
Родена е на 30 септември 1892 г. в Меджибиж, Подолска губерния, Руска империя, в семейството на военнослуещия Антон Савицки и на Емилия Садовска.
Начално образование получава от баща си. През 1904 г. започва да учи в частното училище на Л. Валадкевич в Киев, от 1905 г. живее в Луцк. След смъртта на баща ѝ през 1908 г. заедно с майка си се премества в семейното имение в Олховники, Гродненска губрния. През 1909 – 1913 г. е член на местното Общество на младежите в Беларус в Гродно, където е библиотекар и секретар. През 1912 г. завършва женската гимназия в Гродно. Евакуирана е с майка си в Минск по време на Първата световна война. От 1915 г. е секретар на местния клон в Минск на Беларуската асоциация за подпомагане на жертвите на войната, в Беларуския национален комитет. През 1917 г. е депутат във Великата беларуска рада, участва в дейността на Първата общобеларуска рада.
От 1923 г. живее в селска къща близо до Вилнюс, тогава в Полша. Помага на беларуските политически затворници, арестувани от полските власти и се държат в затвора Лукишки. През 1927 – 1931 г. е редакторка на детското списание „Заранка“, през 1934 – 1935 г. на детското списание „Пралески“, през 1928 – 1939 г. е ръководител на Беларуската кооперативна асоциация „Пчела“, а през 1934 – 1938 г. е редактор на списание за пчелари.
През 1961 г. творчеството ѝ е преоткрито от Арсен Лис, който събира материали за дисертацията си в архивите на Вилнюс. След това беларуските литератори, писатели и журналисти започват да посещават поетесата. В края на 1980-те години около нея се образува кръг от беларуската интелигенция Вилнюс. От 1982 г. е член на Съюза на писателите на СССР.
На беларуски език първите ѝ произведения са публикувани през 1911 г. във вестник „Наша нива“. По време на евакуацията в Минск пише много стихове за деца. Автор е на „Беларуско-полско-руско-латински ботанически речник“ (1924). Като преводач е известна с преводите си от украински език на пиесите за детския театър „Княз Марципан“ на Р. Завадович (1929) и „Сиротата“ от Ю. Игорев (1929) и от руски език – „Горската хижа“ на В. В. Бианки.
Рисува множество скици на различни растения и лечебни билки и популяризира методите на традиционната медицина. Събира и уникален хербарий. Умира във Вилнюс, Литва на 8 октомври 1991 г.